# Lista do Patrimônio Mundial no Líbano
A Organização das Nações Unidas para a Educação, a Ciência e a Cultura (UNESCO) propôs um plano de proteção aos bens culturais do mundo, através do Comité sobre a Proteção do Património Mundial Cultural e Natural, aprovado em 1972. Esta é uma lista do Patrimônio Mundial existente no Líbano, especificamente classificada pela UNESCO e elaborada de acordo com dez principais critérios cujos pontos são julgados por especialistas na área. O Líbano, país situado no local das mais importantes rotas comerciais que ligavam o Médio Oriente à Europa, ratificou a convenção em 3 de fevereiro de 1983, tornando seus locais históricos elegíveis para inclusão na lista.
Os sítios Anjar, Baalbek, Biblos e Tiro foram os primeiros locais do Líbano incluído na lista do Patrimônio Mundial da UNESCO por ocasião da 8ª Sessão do Comitè do Património Mundial, realizada em Buenos Aires (Argentina) em 1984. Desde a mais recente adesão à lista, o Líbano totaliza 5 sítios classificados como Patrimônio da Humanidade, sendo todos eles de classificação cultural. 

## Bens culturais e naturais
O Líbano conta atualmente com os seguintes lugares declarados como Patrimônio da Humanidade pela UNESCO:
| | Anjar |
| Bem cultural inscrito em 1984. |       |
| Localização: Bekaa |       |
| As ruínas de Anjar, uma cidade fundada pelo califa Walid I no início do século VIII, mostram uma rigorosa ordenação de espaço que se assemelha à das cidades-palácio da Antiguidade. Os vestígios de Anjar constituem um testemunho único do urbanismo das Omíades. (UNESCO/BPI) |       |

| | Baalbek |
| Bem cultural inscrito em 1984. |         |
| Localização: Bekaa |         |
| Sede do culto de uma tríade divina nos tempos dos fenícios, esta cidade recebeu o nome de Heliópolis na era helenística. Sob a dominação romana continuou a manter sua função religiosa e, naquela época, o santuário de Júpiter Heliopolitano atraiu multidões de peregrinos. As construções colossais de Baalbek estão entre os vestígios mais impressionantes do auge da arquitetura imperial romana. (UNESCO/BPI) |         |

| | Biblos |
| Bem cultural inscrito em 1984. |        |
| Localização: Monte Líbano |        |
| Em Biblos estão as ruínas das sucessivas épocas de uma das cidades mais antigas do Líbano, que era habitada desde o Neolítico e estava intimamente ligada por milênios à lenda e à história da bacia do Mediterrâneo. Byblos também está diretamente associado com a história da disseminação do alfabeto fenício. (UNESCO/BPI) |        |

| | Tiro |
| Bem cultural inscrito em 1984. |      |
| Localização: Líbano Sul |      |
| Dona dos mares e fundadora de colônias prósperas como Cartago e Cádis, a grande cidade fenícia de Tiro foi, segundo a lenda, o lugar onde o roxo foi descoberto. Seu papel histórico declinou no final das Cruzadas. O local preserva importantes restos arqueológicos datando principalmente dos tempos romanos. (UNESCO/BPI) |      |

| | Ouadi Qadisha (o Vale Santo) e a Floresta dos Cedros de Deus (Horsh Arz el-Rab) |
| Bem cultural inscrito em 1998. |                                                                                 |
| Localização: Líbano Setentrional |                                                                                 |
| O Vale de Kadisha foi palco de um dos primeiros e mais importantes assentamentos monásticos cristãos do mundo. Seus mosteiros – muito antigos em grande parte – ficam espetacularmente no meio de uma paisagem acidentada. Em suas proximidades estão os vestígios da grande floresta de cedros do Líbano, muito apreciado na Antiguidade para a construção de grandes edifícios religiosos. (UNESCO/BPI) |                                                                                 |

| | Feira Internacional Rashid Karami |
| Bem cultural inscrito em 2023, em perigo desde 2023. |                                   |
| Localização: Líbano Setentrional |                                   |
| Localizada no norte do Líbano, a Feira Internacional Rachid Karami de Trípoli foi idealizada em 1962 pelo arquiteto brasileiro Oscar Niemeyer em um terreno de 70 hectares localizado entre o centro histórico de Trípoli e o porto de al-Mina. O edifício principal da feira é constituído por um enorme pavilhão em forma de bumerangue com 750 metros de comprimento e 70 metros de largura no qual vários países podem montar livremente os seus espaços expositivos. Esta feira foi o carro-chefe da política de modernização empreendida pelo Líbano na década de 1960. A estreita colaboração entre Oscar Niemeyer, o arquiteto do projeto, e os engenheiros libaneses, constituiu um notável exemplo de intercâmbio entre os diferentes continentes. Pela sua escala e pela riqueza da sua expressão formal, a feira é uma das maiores obras representativas da arquitetura moderna do século XX no Médio Oriente árabe. (UNESCO/BPI) |                                   |

## Lista Indicativa
Em adição aos sítios inscritos na Lista do Patrimônio Mundial, os Estados-membros podem manter uma lista de sítios que pretendam nomear para a Lista de Patrimônio Mundial, sendo somente aceitas as candidaturas de locais que já constarem desta lista. Desde 2019, o Líbano possui 10 locais na sua Lista Indicativa.
| Sítio                     | Imagem | Localização | Ano  | Dados UNESCO        | Descrição |
| ------------------------- | ------ | ----------- | ---- | ------------------- | --- |
| Centro Histórico de Sídon |        | Líbano Sul  | 1996 | Cultural: (iii)(iv) | Localizada a cerca de quarenta quilômetros ao sul de Beirute, Sídon é a capital do sul do Líbano. O centro histórico da cidade, limitado ao norte pelo porto de pesca e ao sul pela antiga conta, consiste em um conjunto de monumentos medievais e otomanos defendidos por duas cidadelas, o castelo do mar e o castelo da terra. |